# Djurgårdens IF Fotboll 1979
Djurgårdens IF Fotboll, spelade i allsvenskan 1979. DIF slutade på en 10:e plats i serien.
Publiksnittet på hemmamatcherna denna säsong var 8289. 
Innan säsongen hade börjat hade Djurgården redan sparkat sin dåvarande tränare Alan Ball Sr och tagit in Gösta Sandberg och Lars Arnesson
Interna skytteliga vinnare med 10 gjorda mål: Anders Grönhagen.